# Dahbi Dube
Dahbi Dube (16 gennaio 2005) è una mezzofondista etiope.

## Palmarès
| Anno | Manifestazione    | Sede     | Evento          | Risultato | Prestazione | Note |
| ---- | ----------------- | -------- | --------------- | --------- | ----------- | ---- |
| 2024 | Mondiali di cross | Belgrado | Staffetta mista | Argento   | 22'43"      |      |

## Campionati nazionali
2022
- 6ª ai campionati etiopi, 1500 m piani - 4'14"0
- 6ª ai campionati etiopi, 800 m piani - 2'05"3
- Bronzo ai campionati etiopi juniores, 800 m piani - 2'03"9